# ストレンジャー・イン・パラダイス
「ストレンジャー・イン・パラダイス」（Stranger in Paradise）は、ロバート・ライトとジョージ・フォレストが制作したポピュラーソングで、1953年のミュージカル『キスメット』 (Kismet) の挿入歌として発表された。そのショーのすべての楽曲と同じように、アレクサンドル・ボロディンのオペラ『イーゴリ公』の「ダッタン人の踊り」からメロディーを流用している。
ミュージカルでは恋人たちのデュエットで、超越的な愛の周囲にもたらす感情を表現する。

## 影響
男性のソロ・アーティストによって歌われることが多く、トニー・ベネットのバージョン（1953年）がよく知られ、これは1955年5月に全英シングルチャートで首位を獲得した。
ザ・フォーエイセズとトニー・マーティンのバージョンは、1954年に人気を集めた。
イギリスでの同曲の大きな人気は底知れず、ザ・フォーエイセズ（6位）、トニー・マーティン（6位）、ビング・クロスビー（17位）、ドン・コーネル（19位）のほか、インスト・バージョンのエディ・カルヴァート（14位）などが全英チャートに記録されている。
モーズ・アリソン、サラ・ブライトマン、レイ・コニフ・シンガーズ、サミー・デイヴィス・ジュニア、パーシー・フェイス、アル・ハート、エンゲルベルト・フンパーディンク、ゴードン・マクレー、ジョニー・マティス、キーリー・スミス、カーティス・カウンス、アイザック・ヘイズ、インク・スポッツ、ジャック・ジョーンズ、マントヴァーニ、マーティン・デニー、ウェス・モンゴメリー、ティナ・ブルックス、アンドレ・リュウ、セイント・エティエンヌ、パット・ブーンとジョージ・シアリング、サン・ラ、シュープリームス、ベルモンツ（1975年）、そしてトゥーツ・シールマンスがカバー・バージョンを録音し、ニール・ヤングはライブで歌った。
ジャズ界ではBeegie Adair、Jason Redwine、Tony Guerrero Quintet、Harry Whitaker Trioもカバーしている。
テディ・チャールズ・テンテットは「ボロディン・ボサ・ノヴァ」としてカバーした。
1965年、ザ・ベンチャーズは「ストレンジャー」を「天国に10秒（Ten Seconds to Heaven、邦題：パラダイス・ア・ゴーゴー）」と改称しカバーした。
1999年の映画『ブレックファースト・オブ・チャンピオンズ』（カート・ヴォネガット・ジュニア原作）では、繰り返し現れるモチーフとして使用された。
2011年には、トニー・ベネットとのデュエットとしてアンドレア・ボチェッリが録音し、アルバム『二重奏曲II』に収録した。
2011年に公開されたアニメ映画『アップルシード』では、オープニングおよびエンディングテーマとしてインスト・バージョンが使用された。

## 参照
1. ↑  Rice, Jo (1982). The Guinness Book of 500 Number One Hits (1st ed.). Enfield, Middlesex: Guinness Superlatives Ltd. p. 19. ISBN 0-85112-250-7